# Magierów (województwo świętokrzyskie)
Magierów – wieś w Polsce położona w województwie świętokrzyskim, w powiecie buskim, w gminie Solec-Zdrój.

## Położenie i przyroda
Wieś położona jest na glebach lessowych, na jednym ze wzgórz Garbu Wójczańsko-Pińczowskiego z rozległym widokiem na szeroką dolinę Wisły i Nieckę Solecką. Przy dobrej przejrzystości powietrza widoczne są stąd szczyty Beskidów i Tatr. Wieś otaczają liczne wąwozy lessowe (przy niektórych z nich gniazdują bociany czarne). W okolicznych lasach rośnie m.in. podkolan biały, wawrzynek wilczełyko, parzydło leśne, przylaszczka i zawilec gajowy.

## Historia wsi
W wieku XIX Magierów  wieś w powiecie stopnickim, gminie Zborów, parafia Solec. Leży na południe od Stopnicy, w pobliżu Solca. Według zapisu w SgKP jest tu niewielka jaskinia w skale.
Spis z roku 1827 wykazywał 12 domów i 95 mieszkańców. W latach 1975–1998 miejscowość administracyjnie należała do województwa kieleckiego.
Obecnie we wsi uprawiane są pszenica, cebula i czereśnie, m.in. odmiany hedelfińskiej (lokalnie: kamionka), czemu sprzyjają warunki glebowe.

## Legenda
Według miejscowych podań pod wsią miały znajdować się lochy, łączące miejscowość z klasztorem sercanów w Stopnicy, a nawet z Sandomierzem.

## Turystyka
Przez wieś przechodzi  zielony szlak turystyczny z Wiślicy do Grochowisk. Istnieje tu drewniana platforma widokowa. 